# Jan Krekels
Jan Jozef Alfons Franciscus Krekels (Sittard, 26 augustus 1947) is een voormalig Nederlands wielrenner.

## Biografie
Krekels was profwielrenner van 1969 tot 1978. Als amateur was hij al heel succesvol en won hij onder andere enkele etappes in Olympia’s Ronde, de Omloop van de Kempen, de Ronde van Overijssel, de Ronde van Zuid-Holland en de Ronde van Limburg. Ook als amateur werd hij in 1968 eerste in het eindklassement van de Österreich Rundfahrt en won hij twee etappes in dezelfde ronde.
Zij grootste succes als amateur behaalde hij echter in 1968 op de Olympische Spelen in Mexico City waar hij samen met Fedor den Hertog, René Pijnen en Joop Zoetemelk de gouden medaille won op de 100 km ploegentijdrit. Hij deed ook mee aan de individuele wegwedstrijd en werd hierin 11e.
In 1969 werd hij profwielrenner. Het succes als amateur kon hij als prof echter niet continueren. Zijn meest aansprekende uitslag in dat jaar was een tweede plaats in de GP Fourmies. In 1971 won hij de 19e etappe in de Ronde van Frankrijk en in 1972 won hij twee etappes in de Ruta del Sol en werd hij tevens eerste in het eindklassement. Deze twee uitslagen worden in het algemeen gezien als zijn beste prestaties in zijn profcarrière.
In 1977 werd hij tweede bij het Nederlands Kampioenschap op de weg achter Fedor den Hertog en voor Gerrie Knetemann.

## Belangrijkste overwinningen
1968
- Olympisch kampioen 100 km ploegentijdrit, Amateurs (met René Pijnen, Fedor den Hertog & Joop Zoetemelk)
- Eindklassement en twee etappe-overwinningen in de Ronde van Oostenrijk
- Ronde van Limburg
- Omloop van de Kempen
- Ronde van Overijssel
- Ronde van Zuid-Holland

1970
- 1e in Proloog (ploegentijdrit) Parijs-Nice
- 1e in Acht van Chaam

1971
- 19e etappe Ronde van Frankrijk
- 8e etappe Ronde van Zwitserland

1972
- 2e etappe Ruta del Sol
- 3e etappe Ruta del Sol
- Eindklassement Ruta del Sol

## Resultaten in voornaamste wedstrijden
| Jaar | Ronde van Italië | Ronde van Frankrijk | Ronde van Spanje |
| ---- | ---------------- | ------------------- | ---------------- |
| 1969 |                  |                     |                  |
| 1970 |                  |                     |                  |
| 1971 |                  | 50e (1)             | opgave           |
| 1972 |                  | 78e                 | 55e              |
| 1973 |                  | 75e                 |                  |
| 1974 |                  |                     |                  |
| 1975 |                  |                     |                  |
| 1977 |                  |                     |                  |
| 1978 |                  |                     |                  |

| Jaar | Gent-Wevelgem | Ronde van Vlaanderen | Amstel Gold Race | Luik-Bast.‑Luik | Waalse Pijl | Rund um den Henninger-Turm |  | WK op de weg |
| ---- | ------------- | -------------------- | ---------------- | --------------- | ----------- | -------------------------- |  | ------------ |
| 1969 |               |                      | 31e              |                 |             |                            |  |              |
| 1970 |               |                      | 7e               | 11e             | 7e          | 6e                         |  | 13e          |
| 1971 | 17e           | 7e                   | 10e              |                 | 18e         |                            |  |              |
| 1972 |               |                      |                  |                 |             |                            |  |              |
| 1973 |               |                      |                  |                 |             |                            |  |              |
| 1974 |               |                      | 7e               |                 | 55e         |                            |  |              |
| 1975 |               | 37e                  |                  |                 |             |                            |  |              |
| 1977 |               |                      |                  |                 |             | 25e                        |  |              |
| 1978 |               |                      | 13e              |                 |             |                            |  |              |

1960: Trapè, Bailetti, Cogliati, Fornoni ·
1964: Zoet, Dolman, Karstens, Pieterse ·
1968: Zoetemelk, Den Hertog, Krekels, Pijnen ·
1972: Jardi, Komnatov, Lichatsjov, Sjoekov ·
1976: Tsjoekanov, Tsjaplygin, Kaminski, Pikkuus ·
1980: Kasjirin, Logvin, Sjelpakov, Jarkin ·
1984: Bartalini, Giovannetti, Poli, Vandelli ·
1988: Ampler, Kummer, Landsmann, Schur ·
1992: Dittert, Meyer, Peschel, Rich